# Маселіно Масое
Маселіно Масое (англ. Maselino Masoe; 6 червня 1966, Американське Самоа) — новозеландський професійний боксер середньої ваги, перший самоанський чемпіон світу з боксу (був чемпіоном за версією WBA (2004)), учасник трьох Олімпіад.

## Життєпис
Маселіно Масое ріс в багатодітній сім'ї. Його старший брат Міка Масое — теж боксер, учасник Олімпійських ігор 1988 та 1992 років в напівважкій вазі у складі збірної Американського Самоа. Молодший брат Кріс Масое — регбіст.

## Аматорська кар'єра
Маселіно Масое тричі у складі збірної Американського Самоа виступав на Олімпійських іграх.
На Олімпійських іграх 1988 Масое виступав в категорії до 67 кг.
- В 1/32 фіналу переміг Педро Фріа (Домініканська Республіка) — RSC-1
- В 1/16 фіналу переміг Фіделя Мохінга (Центральноафриканська Республіка) — RSC-2
- В 1/8 фіналу програв Кеннету Гулд (США) — 0-5

На Олімпійських іграх 1992 Масое виступав в категорії до 71 кг.
- В 1/16 фіналу переміг Хіроші Нагасіма (Японія) — RSCI-3
- В 1/8 фіналу переміг Фураз Хашим (Ірак) — RSCH-1
- В чвертьфіналі програв Дьйордю Міжеї (Угорщина) — 3-17

На Олімпійських іграх 1996 Масое в категорії до 71 кг програв в першому бою Мохамеду Салах Мармурі (Туніс) — 8-11.

## Професіональна кар'єра
Після Олімпіади 1996 Масое переїхав до Нової Зеландії, де розпочав професійну кар'єру. Протягом 1997—1999 років він провів 14 переможних боїв, а 5 березня 2000 року в Лас-Вегасі зазнав нокаутом першої в кар'єрі поразки від міцного панамця Сантьяго Саманьєго. Того ж року в США Масое здобув чотири перемоги і зазнав другої поразки знов нокаутом.
Повернувшись до Нової Зеландії Масое 2 грудня 2001 року виграв вакантний титул чемпіона Паназійської боксерської асоціації в середній вазі, який захистив в п'яти поєдинках. А 1 травня 2004 року Маселіно Масое ввійшов в спортивну історію Американського Самоа як перший боксер, що став чемпіоном світу, здобувши перемогу технічним нокаутом в другому раунді над кенійцем Евансом Ашира в бою за вакантний титул чемпіона світу за версією WBA в середній вазі.
Масое втратив титул в наступному бою 11 березня 2006 року, програвши за очками Феліксу Штурм (Німеччина).
25 квітня 2009 року Масое здійснив другу спробу стати чемпіоном світу, але в бою проти непереможного чемпіона світу за версією WBO Карой Балжаї (Угорщина) зазнав поразки нокаутом в одинадцятому раунді.